# Emilio Zapico
Emilio Rodríguez Zapico (1944. május 24. – 1996. augusztus 6.) spanyol autóversenyző.

## Pályafutása
1976-ban részt vett hazája világbajnoki Formula–1-es versenyén. A futamon már nem indulhatott, miután az időmérőedzésen nem teljesítette a kvalifikációhoz szükséges időeredményt.
A 70-es évek végén, valamint a 80-as évek elején a túraautó-Európa-bajnokságon versenyzett.
1996-ban, Huete közelében közúti balesetet szenvedett, melyben életét vesztette.

## Eredményei

### Teljes Formula–1-es eredménylistája
(Táblázat értelmezése)

(Félkövér: pole-pozícióból indult; dőlt: leggyorsabb kört futott) 

| Év   | Csapat          | Modell        | Motor       | 1   | 2   | 3   | 4      | 5   | 6   | 7   | 8   | 9   | 10  | 11  | 12  | 13  | 14  | 15  | 16  | Helyezés | Pont |
| ---- | --------------- | ------------- | ----------- | --- | --- | --- | ------ | --- | --- | --- | --- | --- | --- | --- | --- | --- | --- | --- | --- | -------- | ---- |
| 1976 | Mapfre-Williams | Williams FW04 | Cosworth V8 | BRA | RSA | USW | ESP Nk | BEL | MON | SWE | FRA | GBR | GER | AUT | NED | ITA | CAN | USA | JPN | -        | 0    |